# Спартали Стиллман, Мария
Мария Евфросина Спартали (англ. Marie Euphrosyne Spartali), позже Стиллман (англ. Stillman) (10 марта 1844 — 6 марта 1927) — британская художница-прерафаэлит греческого происхождения. Результат её шестидесятилетней карьеры — более ста работ, находящихся в галереях Великобритании и США.

## Жизнь

### Семья
Мария Спартали была младшей дочерью Михаила Спартали (1818—1914), богатого торговца, главы фирмы «Spartali & Co» и греческого генерального консула в Лондоне в 1866—1882 годах. Он переехал в Лондон около 1828 года. В Лондоне он женился на Евфросине (известной как Эффи, в девичестве Варсами, 1842—1913), дочери греческого торговца из Генуи.
Семья жила в георгианском доме на Клэфем Коммон, известном как «The Shrubbery», с огромным садом и видами на Темзу и Челси. Летние месяцы они проводили в своем доме на острове Уайт, где отец Марии развивал культивацию винограда на своих землях. В Лондоне Михаил Спартали часто проводил садовые вечеринки, куда приглашал подающих надежды молодых писателей и художников.

### Взрослые годы

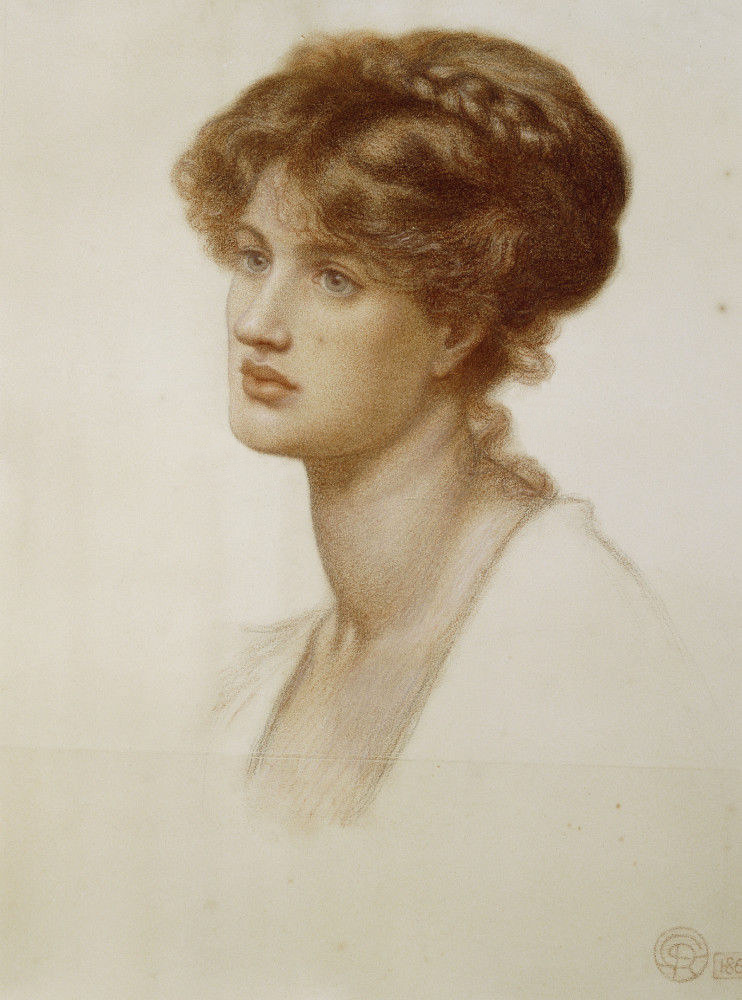
Портрет Спартали работы Россетти

Мария Спартали и её кузины, Мария Замбако и Аглая Коронио, вместе были известны среди друзей как «Три Грации» в честь трех харит греческой мифологии, Аглаи, Евфросины и Талии, так как все трое были известными красавицами греческого происхождения. В доме греческого предпринимателя А. К. Ионидеса (1810—1890) Мария и её сестра Кристина (1846—1884) впервые встретились с Уистлером и Суинбёрном. Суинбёрн был так впечатлен, что сказал о Спартали: «Она так красива, что мне хочется сесть и расплакаться». Внешность Марии производила впечатление: её рост был около 190 см, в более поздние годы она одевалась в длинные ниспадающие чёрные одеяния с кружевным капюшоном, привлекая к себе немало внимания.
Несколько лет, начиная с 1864 года, Спартали училась у Форда Мэдокса Брауна вместе с его детьми Люси, Кэтрин и Оливером. Россетти, услышав, что она стала ученицей Брауна, написал ему 24 апреля 1864: «Я только что услышал, что мисс Спартали будет Вашей ученицей. Я также слышал, что это та самая изумительная красавица, о которой так много говорят. Поэтому спрячьте её и не показывайте никому, я хочу, чтобы она позировала мне первому». Она впервые позировала Россетти в 1867 году. 14 августа он писал Джейн Моррис: «Я нахожу её голову самой сложной из всех, что я когда-либо рисовал. Это зависит не столько от формы, сколько от тонкого очарования жизни, которое невозможно воссоздать».
Она позировала для Брауна, Бёрн-Джонса («Мельница»), Джулии Маргарет Камерон, Россетти («Видение Фьямметты», «Видение Данте», «Беседка на лугу»), Спенсер-Стэнхоупа.

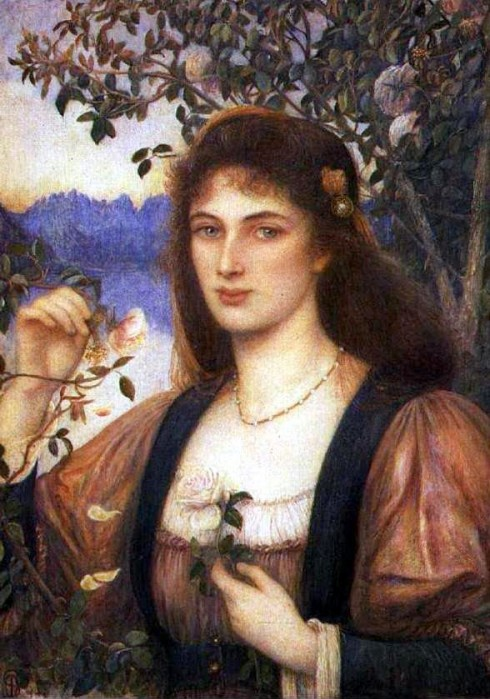
«Роза из сада Армиды» (1894), Мария Спартали Стиллман

### Брак
В 1871 году, вопреки желанию родителей, Мария Спартали вышла замуж за американского журналиста и художника Уильяма Джеймса Стиллмана. Мария была его второй женой, первая двумя годами ранее покончила с собой. Пара вместе позировала Россетти, но точно не известно, была ли это их первая встреча. Стиллман работал в американском журнале «The Crayonne», позже — иностранным корреспондентом «The Times». Из-за его работы иностранным корреспондентом супруги делили своё время между Лондоном и Флоренцией в 1878—1883 гг., а затем — Римом с 1889 по 1896. Мария также путешествовала в Америку и была единственной британской художницей-прерафаэлиткой, работавшей в Соединённых Штатах. У пары было трое детей.
Мария Спартали Стиллман умерла в марте 1927 г. в Южном Кенсингтоне и была кремирована на Бруквудском кладбище, где и похоронена вместе со своим мужем.

## Творчество
Темы картин Спартали Стиллман типичны для прерафаэлитов: женские фигуры, сцены из Шекспира, Петрарки, Данте, Бокаччо, также итальянские пейзажи. Её выставки проходили в Галерее Дадли, в Галерее Гросвенор и её наследнице, Новой Галерее (англ. The New Gallery), в Королевской академии художеств, в многочисленных галереях востока США, включая Всемирную выставку в Филадельфии в 1876 году. В 1982 году в США был представлен ретроспективный показ её работ.

## Работы

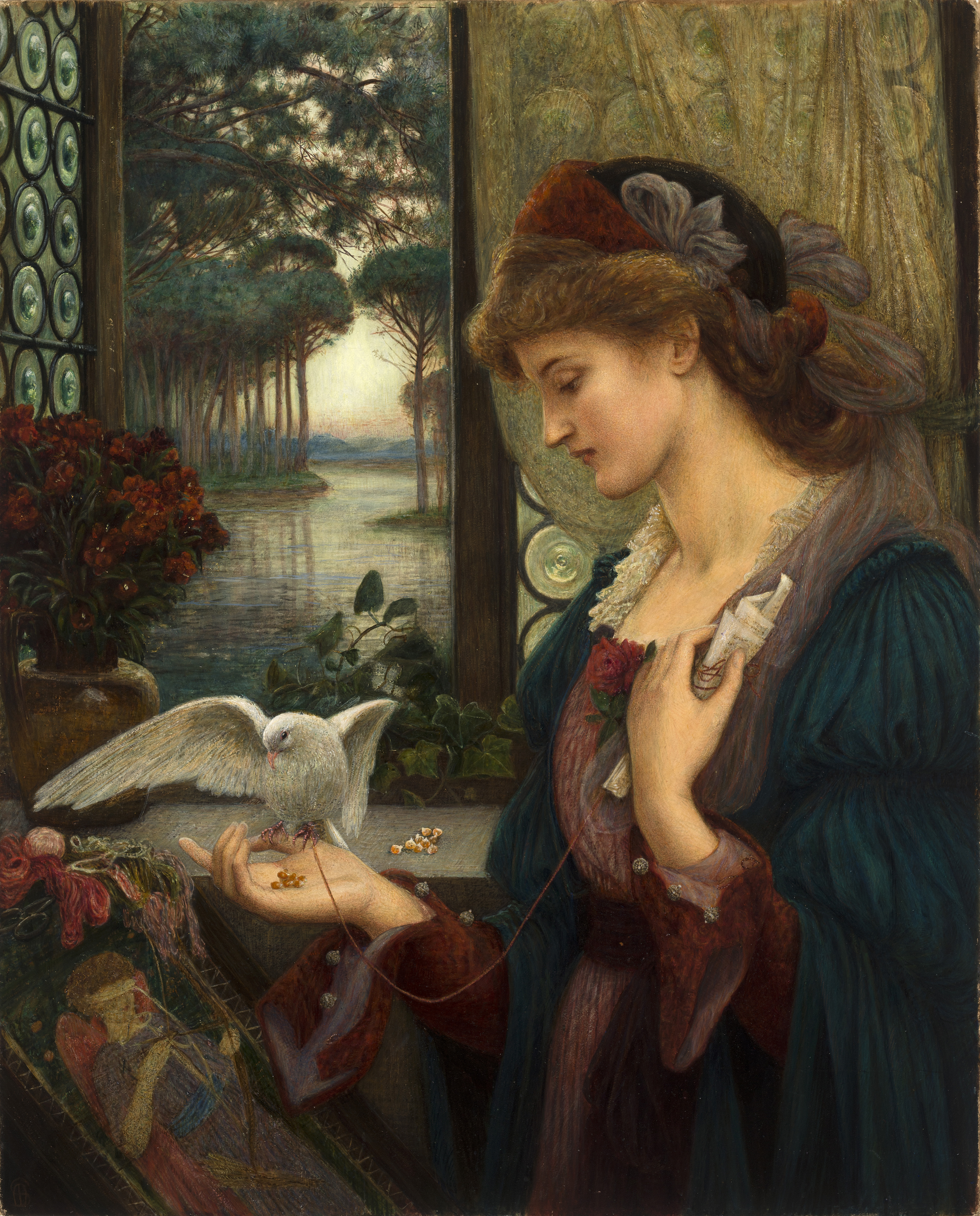
«Посланник любви», Мария Спартали Стиллман (1885)

Дэвид Эллиот в своей книге перечисляет более 170 работ Спартали Стиллман. Ниже приведены наиболее известные, упоминающиеся в других книгах при обсуждении художницы.
- The Lady Prays — Desire (1867) — коллекция Эндрю Ллойда Уэббера
- Mariana (1867—1869) — частная коллекция
- Portrait of a young woman (1868)
- Forgetfulness (1869) — частная коллекция
- La Pensierosa (1870) — Chazen Museum of Art, Висконсинский университет в Мадисоне

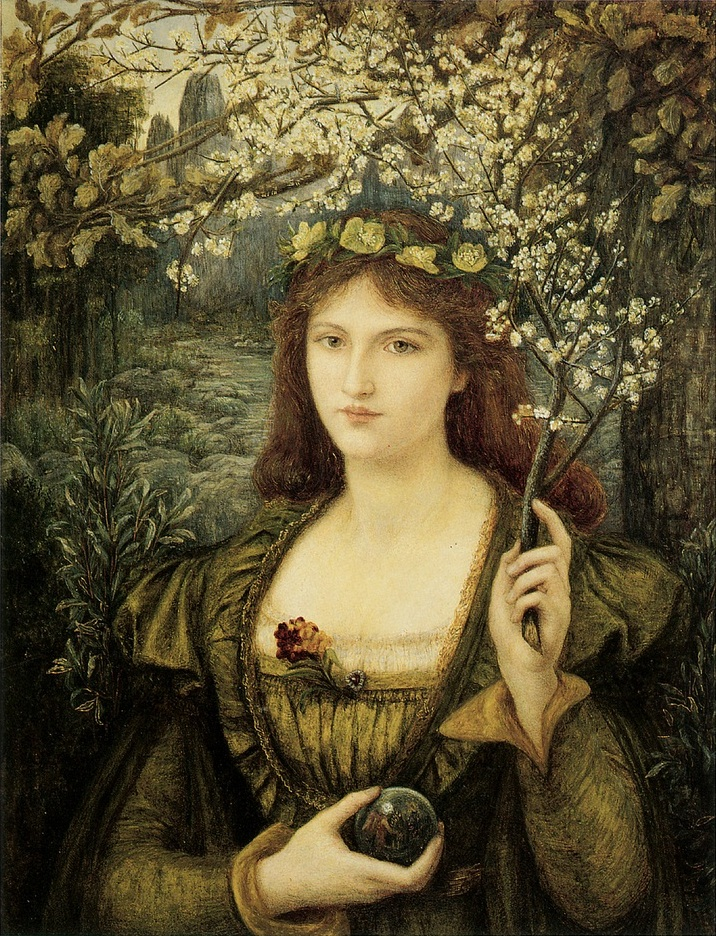
«Madonna Pietra degli Scrovigni», Мария Спартали Стиллман (1884)

- Self-Portrait (1871) — Художественный музей Делавэра
- Self-Portrait in Medieval Dress (1874)
- Gathering Orange Blossoms (1879) — Университет св. Лоренца в Кантоне
- The Meeting of Dante and Beatrice on All Saints’ Day (1881)
- Madonna Pietra degli Scrovigni (1884) — галерея Уокер Арт, Ливерпуль
- Love’s Messenger (1885) — Художественный музей Делавэра
- A Florentine Lily (c 1885—1890) — частная коллекция
- The May Feast at the House of Folco Portinari (1887)
- Dante at Verona (1888) — частная коллекция
- Upon a Day Came Sorrow unto Me (1888)
- A Florentine Lily (1885—1890)
- Messer Ansaldo showing Madonna Dionara his Enchanted Garden (1889) — иллюстрация к истории из «Декамерона»[8]
- Convent Lily (1891)
- Cloister Lilies (1891)
- Saint George (1892) — Художественный музей Делавэра
- How the Virgin Mary came to Brother Conrad of Offida and laid her Son in his Arms (1892)
- A Rose from Armida’s Garden (1894)
- Love Sonnets (1894) — Художественный музей Делавэра
- Beatrice (1895) — Художественный музей Делавэра
- Portrait of Mrs W. St Clair Baddeley (1896)
- Beatrice (1898) — частная коллекция
- The Pilgrim Folk (1914) — Художественный музей Делавэра